# Aruaia
Aruaia – wieś w Estonii, w prowincji Tartu, w gminie Kastre.

## Historia
Przed reformą estońskiej administracji samorządu lokalnego w 2017 roku wieś Aruaia należała do gminy Mäksa.